# Giờ làm việc
Giờ làm việc ở đây là khoảng thời gian mà một người phải đi làm theo hợp đồng để được trả lương. Lao động không được trả lương như làm việc nhà hoặc chăm sóc trẻ em hoặc gia súc không được coi là một phần của giờ làm việc.
Nhiều quốc gia quy định tuần làm việc theo luật, chẳng hạn như quy định thời gian nghỉ ngơi tối thiểu hàng ngày, ngày nghỉ hàng năm và số giờ làm việc tối đa mỗi tuần. Giờ làm việc có thể khác nhau tùy từng người, thường phụ thuộc vào điều kiện kinh tế, chỗ ở, văn hóa, lựa chọn lối sống và khả năng sinh lợi của sinh kế cá nhân. Ví dụ, một người đang nuôi nấng trẻ em và trả một khoản vay thế chấp lớn cần phải làm việc nhiều giờ hơn để đáp ứng các chi phí sinh hoạt cơ bản so với người có cùng khả năng kiếm tiền với chi phí nhà ở thấp hơn. Ở các nước phát triển như Vương quốc Anh, một số công nhân làm việc bán thời gian vì họ không thể tìm được công việc toàn thời gian, nhưng nhiều người chọn giảm thời gian làm việc để chăm sóc trẻ em hoặc gia đình; một số chọn nó chỉ đơn giản là để tăng thời gian giải trí.
Giờ làm việc tiêu chuẩn (hoặc giờ làm việc bình thường) đề cập đến luật pháp để giới hạn số giờ làm việc mỗi ngày, mỗi tuần, mỗi tháng hoặc mỗi năm. Nếu một nhân viên cần phải làm thêm giờ, người chủ sẽ cần phải trả các khoản tiền ngoài giờ cho nhân viên theo yêu cầu của pháp luật. Nói chung, giờ làm việc tiêu chuẩn của các quốc gia trên toàn thế giới là khoảng 40 đến 44 giờ mỗi tuần (nhưng không phải ở mọi nơi: từ 35 giờ mỗi tuần ở Pháp, Đức  đến tối đa 112 giờ mỗi tuần tại các trại lao động Bắc Triều Tiên)  và các khoản tiền bổ sung ngoài giờ cao hơn khoảng 25% đến 50% so với các khoản tiền lương hàng giờ thông thường. Giờ làm việc tối đa đề cập đến số giờ làm việc tối đa của một nhân viên. Nhân viên không phải làm việc nhiều hơn mức quy định trong luật giờ làm việc tối đa.

## Việt Nam
Theo luật lao động 2012:
- Khoản 1 Điều 104 Bộ luật lao động 2012 quy định: "Thời giờ làm việc bình thường không quá 08 giờ trong 01 ngày và 48 giờ trong 01 tuần".
- Khoản 1 Điều 108 Bộ luật lao động 2012 quy định: "Người lao động làm việc liên tục 08 giờ hoặc 06 giờ theo quy định tại Điều 104 của Bộ luật này được nghỉ giữa giờ ít nhất 30 phút, tính vào thời giờ làm việc".
Căn cứ vào quy định nêu trên, thì thời gian thực tế mà người lao động phải làm là 7,5 giờ/ngày (tối đa làm việc 6 ngày/tuần). Ví dụ: Sáng làm việc từ 8h00 – 11h30; chiều làm việc từ 12h00 – 16h00, tuần làm việc từ Thứ 2 đến Thứ 7, Chủ nhật nghỉ là đúng quy định nêu trên.
Nếu ngoài thời gian làm việc nêu trên, Doanh nghiệp muốn người lao động làm thêm giờ thì thực hiện theo quy định về làm thêm giờ, và chế độ về tiền lương làm thêm giờ tại Điều 97, Điều 106, Điều 107 của Bộ luật lao động 2012.